# دون جونسون (لاعب البولنغ)
دون جونسون (بالإنجليزية: Don Johnson)‏ هو لاعب البولنغ ‏ أمريكي، ولد في 19 مايو 1940، وتوفي في 3 مايو 2003 بسبب نوبة قلبية.